# Kefar Szemarjahu
Kefar Szemarjahu (hebr.: כפר שמריהו, Kfar Shmaryahu) – samorząd lokalny położony w Dystrykcie Tel Awiwu, w Izraelu. Leży na równinie Szaron nad Morzem Śródziemnym w aglomeracji miejskiej Gusz Dan, w otoczeniu miast Herclijja i Ra’ananna, oraz moszawu Riszpon.
Miasteczko jest jednym z najbardziej popularnych miejsc do zamieszkania w Izraelu. Mieszka tutaj wielu dyplomatów i biznesmenów.

## Historia
Osada została założona 20 maja 1937 przez żydowskich imigrantów z Niemiec. Początkowo była to typowo rolnicza wioska, która jednak z czasem przeobraziła się w osiedle luksusowych jednorodzinnych willi.
W 1950 osada otrzymała status samorządu lokalnego.

## Demografia
Zgodnie z danymi Izraelskiego Centrum Danych Statystycznych w 2008 roku w mieście żyło 1,9 tys. mieszkańców.
Populacja miasta pod względem wieku:
| Wiek (w latach) | Procent populacji w % |
| --------------- | --------------------- |
| 0-4             | 5,0%                  |
| 5-9             | 7,0%                  |
| 10-14           | 6,0%                  |
| 15-19           | 7,9%                  |
| 20-29           | 12,9%                 |
| 30-44           | 13,4%                 |
| 45-59           | 19,9%                 |
| ponad 60        | 27,9%                 |

Źródło danych: Central Bureau of Statistics.

## Kultura
Od 1991 w miejscowości działa chór Kfar Shmaryahu Choir. W jego repertuarze znajduje się wiele klasycznych pieśni, jednakże nacisk kładzie się na pieśni pochodzące z różnych grup etnicznych żydowskiej Diaspory (Turcja, Hiszpania, Jemen i inne).

## Instytucje międzynarodowe
W Kefar Szemarjahu znajduje się konsulat Chorwacji.

## Gospodarka
W miejscowości działa spółka Kfar Shemaryahu Pharmacy prowadząca sieć aptek.
Na pobliskim lotnisku swoją siedzibę ma firma Avia Airways, oferująca usługi powietrznej taksówki, loty czarterowe, turystyczne, fotografię lotniczą, transmisje radiowe i powietrzne testy dla przemysłu high-tech.

## Komunikacja
Przy miejscowości przebiega autostrada nr 2  (Tel Awiw-Hajfa). W bezpośrednim sąsiedztwie rozpoczyna się także autostrada nr 20  (Riszon le-Cijjon-Riszpon), która początkowo jest zwykłą międzymiejską drogą.
Na wschód od Kefar Szemarjahu znajduje się port lotniczy Herclijja, wykorzystywany do lotów prywatnych samolotów i nauki latania.